# PIECES OF A DREAM
「PIECES OF A DREAM」（ピーシズ・オブ・ア・ドリーム）は、2001年3月7日発売のCHEMISTRYのデビューシングル。発売元はデフスターレコーズ。

## 解説
2000年テレビ東京『ASAYAN』にて開催された「ASAYAN超男子。オーディション」で合格・デビューが決定したCHEMISTRYのデビュー曲。
デビュー曲でオリコンシングルチャート初登場2位を記録。その後5週にわたり同チャートTOP5に滞在し、更には発売6週目でオリコン1位を獲得した。
その後もロングセラーを続け、発売15週目でミリオンセラー達成した。2001年のオリコン年間シングルチャートでは第3位にチャートイン。
現時点でCHEMISTRY最大ヒット曲で、シングルでは唯一のミリオンヒット作品である。
MVには手話が用いられている。
初回プレス盤はチェンジング・ジャケット仕様。
第16回日本ゴールドディスク大賞ソング・オブ・ザ・イヤーを受賞。

## 収録曲
1. PIECES OF A DREAM
（作詞：麻生哲朗　作曲・編曲：藤本和則　ヴォーカル・アレンジ：和田昌哉・藤本和則）
2. TWO
（作詞：山田のりこ　作曲：原一博　編曲：安部潤　ヴォーカル・アレンジ：KIRIGAYA BOBBY）
ファースト・アルバム『The Way We Are』には未収録。2011年3月2日発売のベスト・アルバム「CHEMISTRY 2001-2011」に収録。
3. PIECES OF A DREAM (OLD SCHOOL MIX)
（作詞：麻生哲朗　作曲：藤本和則　編曲：松尾"KC"潔）
4. PIECES OF A DREAM (LESS VOCAL)

## PIECES OF A DREAM feat.mabanua
『PIECES OF A DREAM feat.mabanua』(ピーシズ・オブ・ア・ドリーム フィーチャリング・マバヌア)はCHEMISTRY1作目の配信限定シングル。

### 解説（feat.mabanua）
本作はCHEMISTRYデビュー20周年を記念し、2021年10月27日より初期発表代表曲のリアレンジ音源連続配信リリース企画の第1弾。
本作のリメイク担当は、星野源、Official髭男dism、あいみょん等、数多の楽曲を手掛けたorigami PRODUCTIONSのメンバーそれぞれ5曲のリアレンジを担当。本作を筆頭に2001年から2002年に掛け発表された初期楽曲を2020年代のスタイルに合わせたサウンドに再構築、堂珍嘉邦と川畑要の二人も今のスタイルを表現するために、ボーカルを新録音して制作。
本作のサウンドプロデュースは、プロデューサーであり、ドラマーのmabanuaが担当。配信のジャケットはオリジナルのシングル・ジャケットをイラストで再現されたものになっており、イラストレーターの朝野ペコが手掛けている。
また本作に合わせ新たにミュージック・ビデオが撮影・公開され、サウンドプロデュース担当のmabanuaも同作品に出演。デビュー当時を含む数々のライブ映像がインサートされた20年に及ぶ活動の歴史を振り返るような構成として制作された。

#### 制作背景
本作を始め初期楽曲をリメイクすることになった経緯、8thアルバム『CHEMISTRY』発売後、20周年の節目に今度何をやろうかと言う話になった際、CHEMISTRYデビュー当時からプロデューサーとして長らく携わっている松尾潔から「みんなが知ってくれている有名な曲をorigami PRODUCTIONSのクリエイターの皆さんに今のスタイルに合わせたアレンジをやって貰ったら、面白いものが出来るんじゃないだろうか?」との提案から今回のプロジェクトが進んだ。

### 収録曲
1. PIECES OF A DREAM feat.mabanua
作詞：麻生哲朗　作曲：藤本和則　編曲：mabanua

## 収録作品・カバー
| 発売日         | タイトル                                                                                         | 規格品番                         |
| -------------- | ------------------------------------------------------------------------------------------------ | -------------------------------- |
| 2001年07月18日 | 小原孝『TRY TRY TRY [ピアノよ歌え] スペシャル *J-POP特集2001*』(#1)                              | TOCT-24631                       |
| 2001年11月07日 | オリジナル・アルバム『The Way We Are』(#1)                                                       | DFCL-1052                        |
| 2002年01月09日 | 『SMOOTH』(#1)                                                                                   | MHCL-64                          |
| 2002年03月30日 | 井出まさお『2002ポップ・ヒット・マーチ～明日があるさ』(#1)                                       | COCX-31807                       |
| 2002年04月10日 | VHS/DVD『ACOUSTIC LIVE 2002 R.A.W.～respect and wisdom』(#1)                                     | DFVL-8051                        |
| 2002年04月24日 | 『GROOVE～永遠に/Let's Get Together Now』(#1)                                                    | MHCL-90                          |
| 2002年04月26日 | 『ビッグ・ヒット・マーチ 2002』(#1)                                                              | TOCF-57058                       |
| 2002年09月19日 | 『心の友』(#1)                                                                                   | SRCL-5428                        |
| 2003年04月23日 | 『太鼓の達人 ブルー』(#1)                                                                        | COCX-32169                       |
| 2003年04月23日 | VHS/DVD『CHEMISTRY THE VIDEOS : 2001-2002 ～What You See Is What You Get～』(#1)                 | DFVL-8058 DFBL-7058              |
| 2003年06月18日 | コンセプト・アルバム『Between the Lines』(#1[ DJ WATARAI Remix])                                 | DFCL-1101                        |
| 2003年09月10日 | VHS『Two as We Stand ～Live and Documentary 2002-2003～』(#1)                                    | DFVL-8060                        |
| 2006年11月22日 | ベスト・アルバム『ALL THE BEST』(#1)                                                             | DFCL-1300 DFCL-1303              |
| 2006年12月20日 | 『HARD CORE J-TRANCE ～Winter Party～』(#1)                                                      | GYCP-10101                       |
| 2007年12月26日 | 『Jazzy End』(#1)                                                                                | CCRM-2007                        |
| 2008年03月19日 | DATA MUTANT『ELECTRON』(#1)                                                                      | SRVC-1003                        |
| 2008年04月23日 | 大山百合香『Make On The Holiday Special「COVERS FOR LOVERS ～Yurika Sings J Love Songs～」』(#1) | AICL-1907                        |
| 2010年03月24日 | スライ&ロビー『J ラヴァーズ』(#1)                                                                | SICP-2625                        |
| 2010年06月02日 | 『glorious day ～ワタシの休日～』(#1)                                                            | RRCRF-100111                     |
| 2010年08月18日 | 『CLIMAX Cool ～男性ヴォーカル・セレクション』(#1)                                               | MHCL-1793                        |
| 2011年03月02日 | ベスト・アルバム『CHEMISTRY 2001-2011』(#1,#2)                                                   | DFCL-1842 DFCL-1847 DFCL-1850    |
| 2011年08月10日 | シングル『Independence』(#2[初回限定盤DVD])                                                      | DFCL-1787                        |
| 2012年09月05日 | 『ハイテンションMIX mixed by DJ eLEQUTE』(#1)                                                    | STRQ-0005                        |
| 2012年11月07日 | BENI『COVERS:2』(#1)                                                                             | UPCH-29090 UPCH-20298            |
| 2013年02月20日 | 『女子会mix2〜おしゃれミーティングベスト〜』(#1[featuring Koyumi])                               | CAS-0010                         |
| 2013年03月06日 | 『J-POP INTERNATIONAL COVER MIX! 2 Mixed by DJ HIROKI』(#1)                                      | VIGR-0012                        |
| 2013年03月13日 | Vimclip『VOICE』(#1 YouTube)                                                                     | CRCP-40339 CRCP-40340            |
| 2013年03月13日 | BREATHE『Lovers' Voices』(#1 YouTube)                                                            | RZCD-59287B RZCD-59288           |
| 2014年03月12日 | Vimclip『Masterpiece』(#1)                                                                       | CRCP-40363 CRCP-40364 CRCP-40365 |
| 2014年05月14日 | 『WE LOVE J-POP ～INTERNATIONAL TUNES BEST～ mixed by DJ瑞穂』(#1[ENGLISH Ver.])                 | GRVY-052                         |
| 2014年09月03日 | 『WE LOVE J-POP ～BEST～ Mixed by DJ HIROKI』(#1)                                                | GRVY-062                         |
| 2014年11月06日 | CABA『CABA Vol.1』(#1)                                                                           | MMCC-4398 MMCC-4399              |
| 2015年08月19日 | 『オールスター・ベスト〜男性ヴォーカル〜』(#1)                                                   | MHCL-2547                        |
| 2016年9月21日  | MD2000 〜ReLIFE Ending Songs〜(#1)                                                               |                                  |